# Chiesa dei Santi Martino e Vigilio
La chiesa dei Santi Martino e Vigilio, detta anche solo chiesa di San Martino Vescovo, è la parrocchiale di Palse, frazione di Porcia, in provincia di Pordenone e diocesi di Concordia-Pordenone; fa parte della forania dell'Alto Livenza.

## Storia
A Palse sorgeva una chiesetta dedicata a san Martino già nel Quattrocento, nella quale in quel secolo vennero trasferite tutte le funzioni che prima si svolgevano nella pieve di San Vigilio.
La prima pietra della nuova parrocchiale venne posta nel 1902; l'edificio fu benedetto il 27 settembre 1906 e poi consacrato il 1º ottobre 1910.

## Descrizione

### Esterno
La facciata a capanna della chiesa, che guarda a nordovest, è tripartita da quattro lesene tuscaniche, poggianti su alti basamenti e sorreggenti il fregio, caratterizzato dalla scritta "DIVO MARTINO EP. DICATUM", e il frontone, nel quale s'apre un oculo, e presenta al centro il portale maggiore, sormontato dal timpano triangolare.
A pochi metri dalla parrocchiale si erge su un alto basamento a scarpa il campanile a pianta quadrata, costruito nel 1929 su disegno dell'ingegner Puiatti; la cella presenta una serliana per lato.

### Interno
L'interno dell'edificio si compone di un'unica navata, sulla quale s'affacciano le cappelle laterali e le cui pareti sono scandite da lesene sorreggenti il cornicione, sopra cui s'imposta la volta a padiglione; al termine dell'aula si sviluppa il presbiterio, introdotto dall'arcosanto, coperto da volta a botte e chiuso dall'abside rettangolare.
Qui sono conservate diverse pregevoli opere, tra le quali la statua lignea raffigurante la Vergine Maria, nello stile della Val Gardena, le tele ritraenti San Martino e il povero e la Madonna col Bambino, dipinte da Ignaz Kollman nel 1802, la pala con soggetto la Madonna del Rosario, eseguita da Osvaldo Gortanutti, l'affresco che rappresenta il Giudizio Universale, realizzato da Giuseppe De Lorenzi.